# 岩竹美加子
岩竹 美加子（いわたけ みかこ、1955年 ‐ ）は、ヘルシンキ大学非常勤教授。著書に『フィンランドはなぜ「世界一幸せな国」になったのか』などがある。また、PTA問題に関する論説も行っている。

## 来歴
1955年、東京都に生まれる。明治大学文学部を卒業し、7年間の会社勤めののちアメリカに渡り、ペンシルベニア大学大学院民俗学部博士課程を修了した。早稲田大学客員准教授、ヘルシンキ大学教授等を経て、現在は同大非常勤教授（Dosentti）を務める。1991年よりフィンランドで暮らしている。

## 著作

### 単著
- 『PTAという国家装置』（2017年、青弓社）
- 『フィンランドの教育はなぜ世界一なのか』（2019年、新潮社）
- 『フィンランドはなぜ「世界一幸せな国」になったのか』（2022年5月、幻冬舎）

### 共著
- 『Folklore: Critical Concepts in Literary and Cultural Studies』（ラウトレッジ）
- 『Japanese Cities in Historical Perspective: Power, Place and Memory in Kyoto, Edo and Tokyo』
- 『Human Rights in Asia: A Reassessment of the Asian Values Debate』（パルグレイブ・マクミラン（英語版））

### 編訳書
- 『民俗学の政治性: アメリカ民俗学100年目の省察から』